# Палаццоло-сулл-Ольйо
Палаццоло-сулл-Ольйо (італ. Palazzolo sull'Oglio) — муніципалітет в Італії, у регіоні Ломбардія, провінція Брешія.
Палаццоло-сулл-Ольйо розташоване на відстані близько 470 км на північний захід від Рима, 60 км на схід від Мілана, 29 км на захід від Брешії.
Населення — 20 088 осіб (2014).

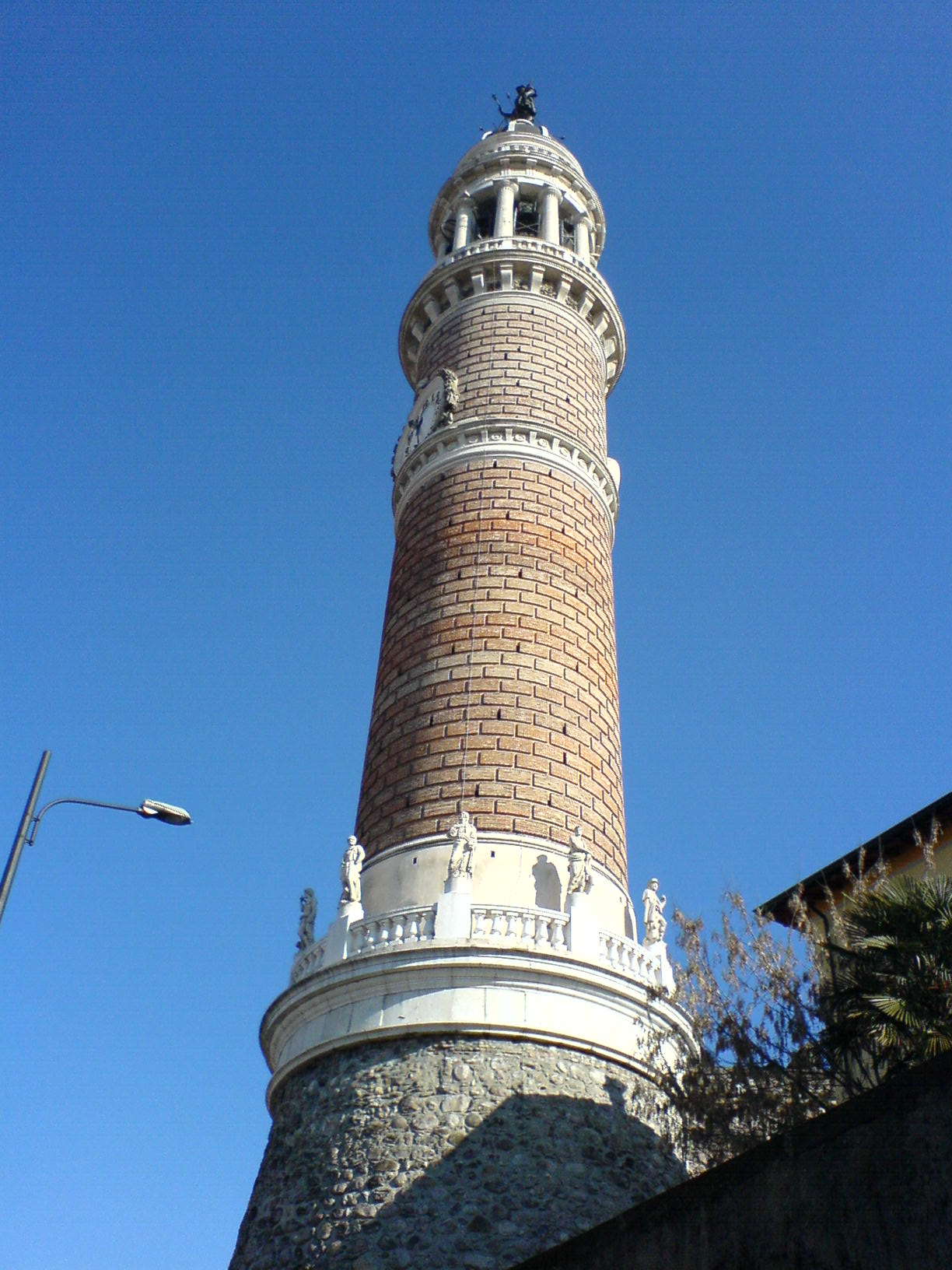

Щорічний фестиваль відбувається 14 травня. Покровитель — San Fedele.

## Демографія
Населення за роками:

Станом на 1 січня 2023 року в муніципалітеті офіційно проживало 2866 іноземців з 70 країн, серед них 378 громадян країн Євросоюзу та 191 громадянин України.

## Сусідні муніципалітети
- Адро
- Капріоло
- Кастеллі-Калепіо
- К'ярі
- Колоньє
- Ербуско
- Грумелло-дель-Монте
- Палоско
- Понтольйо
- Тельгате